# Cardo (sèrie de televisió)
Cardo és una sèrie de televisió dramàtica espanyola original de Atresplayer protagonitzada per Ana Rujas, qui també és la creadora de la sèrie, al costat de Claudia Costafreda amb la producció de Suma Latina (Javier Calvo Guirao i Javier Ambrossi). La sèrie fa un retrat d'una generació nascuda en els 90, a cavall entre un futur incert, un passat plàcid i un present convuls.

## Sinopsi
María, una noia nascuda als 90, decideix abandonar el món de la televisió, en el que ha treballat com a presentadora i protagonitzant anuncis, per fer front als seus problemes, que són uns quants. Després d'una nit de merda, María se sent malament i humiliada, per la qual cosa decideix anar al límit, agafa el que li queda del gram de cocaïna que ella mateixa havia enxampat hores abans i continua la festa per oblidar-se de tot. Però un desafortunat incident l'obligarà a encarar-se amb si mateixa.

## Repartiment

### Principals
- Ana Rujas com María
- Clara Sans com Bego
- Ana Telenti com Eva (Episodi 1; Episodi 3)
- Juani Ruiz com Puri (Episodi 2; Episodi 5)
- Diego Ibáñez com Gabriel (Episodi 2 - Episodi ¿?)

amb la col·laboració de
- Alberto San Juan com Santiago (Episodi 1)
- Raúl Prieto com Nacho (Episodi 1)
- Cristina Alcázar com Inés (Episodi 2)
- Yolanda Ramos com Fausta (Episodi 3)
- Ana Gracia com Advocada (Episodi 4)
- Pilar Gómez com Mare de María (Episodi 5)

### Recurrents
- Viveka Rytzner com Stella
- Carla Linares com Carmen
- Joan Solé com Joan

## Producció
Al febrer de 2021 es va anunciar que Los Javis (Javier Calvo Guirao i Javier Ambrossi) es trobaven preparant una nova sèrie després de l'èxit de Veneno. La sèrie és una idea original de Claudia Costafreda i l'actriu Ana Rujas.

### Rodatge
Al juny del mateix any, va començar el rodatge, confirmant-se que la protagonista seria Ana Rujas, acompanyada de Yolanda Ramos, Clara Sans, Ana Telenti, Alberto San Juan, Diego Ibáñez i Juani Ruiz en el repartiment principal.

### Estrena
A l'agost es va anunciar que la sèrie seria presentada al Festival Internacional de Cinema de Sant Sebastià, estrenant-se els seus tres primers episodis. Posteriorment, va ser estrenada a Atresplayer Premium el 7 de novembre de 2021, emetent-se els dos primers episodis, i els restants setmanalment.

## Episodis
| Núm. (sèrie) | Títol        | Direcció           | Guió                                           | Data d'emissió         |
| ------------ | ------------ | ------------------ | ---------------------------------------------- | ---------------------- |
| 1            | «Capítulo 1» | Claudia Costafreda | Claudia Costafreda i Ana Rujas                 | 7 de novembre de 2021  |
| 2            | «Capítulo 2» | Lluís Sellarès     | Claudia Costafreda i Ana Rujas                 | 7 de novembre de 2021  |
| 3            | «Capítulo 3» | Claudia Costafreda | Claudia Costafreda i Ana Rujas                 | 14 de novembre de 2021 |
| 4            | «Capítulo 4» | Lluís Sellarès     | Claudia Costafreda i Ana Rujas                 | 21 de novembre de 2021 |
| 5            | «Capítulo 5» | Claudia Costafreda | Claudia Costafreda i Ana Rujas                 | 28 de novembre de 2021 |
| 6            | «Capítulo 6» | Claudia Costafreda | Claudia Costafreda, Ana Rujas i Lluís Sellarès | 5 de desembre de 2021  |

## Reconeixements
| Any  | Premi        | Categoria                                | Nominat(s)    | Resultat   | Ref.  |
| ---- | ------------ | ---------------------------------------- | ------------- | ---------- | ----- |
| 2021 | Premis Feroz | Millor sèrie dramàtica                   | Cardo         | Guanyadora | [ 6 ] |
| 2021 | Premis Feroz | Millor actriu protagonista d'una sèrie   | Ana Rujas     | Guanyadora | [ 6 ] |
| 2021 | Premis Feroz | Millor actriu de repartiment d'una sèrie | Yolanda Ramos | Nominada   | [ 6 ] |
| 2022 | Premis Ondas | Millor sèrie de drama                    | Cardo         | Guanyadora | [ 7 ] |